# Enrico Guarna
Enrico Guarna (Catanzaro, 11 agosto 1985) è un calciatore italiano, di ruolo portiere, attualmente svincolato.

## Caratteristiche
Alto 185 centimetri, è un discreto "para rigori", avendo neutralizzato il 27,27% di tutti i rigori ricevuti contro in carriera.

## Carriera

### Club

#### L'esordio in D e il Campionato Primavera
Enrico Guarna inizia la sua carriera nel Locri, club calabrese con cui nel 2001 esordisce, non ancora maggiorenne, in Serie D, collezionando 4 presenze. Le sue prestazioni suscitano l'interesse degli osservatori dell'Ascoli, che a fine stagione lo acquistano. Ad Ascoli resterà per tre stagioni, giocando sempre in Primavera senza mai esordire in prima squadra.

#### La prima esperienza da professionista a Lanciano
La prima esperienza da professionista arriva nel 2005, quando viene ceduto in prestito al Lanciano, formazione abruzzese di Serie C1. Durante la sua prima stagione da professionista non riesce a trovare molto spazio, giocando tra campionato e coppa soltanto 8 partite e subendo 10 gol, tuttavia il Lanciano decide di rinnovare il prestito per la stagione di Serie C1 2006-2007, dove riesce a scendere in campo per 17 volte subendo 20 reti.

#### Il prestito ad Ancona
Alla ricerca della continuità e di un posto da titolare, l'Ascoli decide di mandare Guarna in prestito dai rivali dell'Ancona, formazione marchigiana iscritta al campionato di Serie C1 2007-2008.
Tra le file biancorosse Guarna subisce 31 reti in 38 partite, contribuendo alla promozione in Serie B dei dorici, arrivata tramite play-off.
Convinti dalle prestazioni fornite durante l'anno, a fine stagione Guarna viene richiamato in prima squadra nell'Ascoli.

#### I quattro anni e mezzo ad Ascoli
Nella stagione 2008-2009 si mette in risalto diventando titolare a stagione in corso, a partire dalla partita in casa contro il Parma persa per 0-1, giocando 29 partite in tutto, subendo soltanto 29 reti.
Nella stagione successiva patisce il cambio d'allenatore, con Stefano Bianconi che gli preferisce Giorgio Frezzolini come titolare, ma dopo una serie di dodici partite consecutive senza vittorie, torna titolare a Lecce nella partita pareggiata per 0-0 contro i padroni di casa. Da quel momento tornerà a giocare in maniera convincente, scendendo in campo per 26 partite e subendo soltanto 27 reti.
Nella stagione 2010-2011 è il titolare inamovibile della squadra bianconera, scendendo in campo per 41 volte e subendo 46 reti, mettendo in evidenza le sue doti di para rigori, neutralizzando 3 dei 5 rigori avuti contro, contribuendo così alla salvezza dei marchigiani già penalizzati di 6 punti in classifica dalla federazione.
Nella stagione 2011-2012 le sue prestazioni iniziano a calare leggermente se messe in confronto con quelle delle precedenti stagioni. I gol subiti infatti ammontano a 50 in 41 partite giocate e durante la stagione viene espulso per ben due volte. Tuttavia le prestazioni della squadra migliorano e, nonostante i 7 punti di penalizzazione in classifica comminati dalla federazione, la squadra marchigiana riesce a salvarsi.
Nonostante tutto, a fine stagione Guarna risulta uno dei portieri migliori del campionato cadetto, ed iniziano a circolare voci di interessamenti di squadre di Serie A come Bologna, Torino e Chievo. Tuttavia, nessuna offerta viene presentata e viene confermato dall'Ascoli anche per la stagione successiva.
Nel campionato di Serie B 2012-2013 la formazione ascolana non è all'altezza delle aspettative, riuscendo a tenere a fatica un passo-salvezza. In questo frangente di campionato Guarna gioca 24 partite subendo 35 reti. A gennaio tuttavia, complice la crisi economica della società marchigiana, le voci di mercato ed i risultati scadenti della squadra, il giocatore decide di non rinnovare il contratto con l'Ascoli, in scadenza a giugno dello stesso anno, costringendo la società a cederlo nella sessione di mercato invernale per ricavarne qualcosa in termini economici ed evitare di perderlo a parametro zero.

#### La parentesi allo Spezia
La cessione di Guarna da parte dell'Ascoli viene ufficializzata il 21 gennaio 2013. L'acquirente è lo Spezia, formazione ligure compagine in Serie B dello stesso Ascoli, che si assicura le prestazioni dell'estremo difensore calabrese per una cifra di 150.000 euro.
Le prestazioni con la nuova maglia non sono tuttavia esaltanti. Il giocatore durante le prime partite si esibisce in alcune "papere" non molto gradite dalla tifoseria, culminate con la sconfitta per 0-6 in casa contro il Novara, dove il portiere commette due gravissimi errori. Da quel momento il calciatore non viene neanche convocato in panchina per le partite successive, salvo poi rientrare come titolare nel finale di campionato.
Chiuderà la parte di stagione nello Spezia con 13 partite giocate e 19 gol subiti.

#### L'approdo a Bari
Dopo aver iniziato il ritiro estivo con lo Spezia, l'8 agosto 2013 viene ceduto al Bari, formazione pugliese militante in Serie B, in cambio di Martino Borghese ed un conguaglio economico in favore dei biancorossi.
Il 7 maggio 2015 rinnova il proprio contratto con il Bari fino al 2018.

#### Trasferimento al Foggia
Il 20 luglio 2016 viene ufficializzato il suo passaggio al Foggia in Lega Pro, in prestito con diritto di riscatto in caso di promozione in Serie B dei rossoneri. Il 23 aprile 2017, la società pugliese vince il campionato, ottenendo la matematica promozione in Serie B, con il pareggio per 2-2 in casa dell'Unicusano Fondi. Guarna si trasferisce quindi a titolo definitivo al Foggia firmando un contratto fino al 2019. Il 14 agosto 2018, al termine della stagione, il Foggia comunica di aver proceduto alla risoluzione del contratto con il portiere calabrese.

#### L'anno al Monza
Il 5 novembre 2018, dopo essere rimasto svincolato, firma per il nuovo Monza targato Silvio Berlusconi che, coadiuvato dallo storico A.D. Adriano Galliani, decide di affidargli la porta brianzola in Serie C. In biancorosso raccoglie 27 presenze in campionato e 4 presenze nei play-off, raggiungendo anche la finale di Coppa Italia di Serie C.

#### La firma con la Reggina
Dopo un solo anno al Monza, il direttore sportivo della Reggina, Massimo Taibi, decide di riportarlo in Calabria, la sua terra natia, ed il 27 giugno 2019 gli fa firmare un contratto biennale.

#### Ritorno all'Ascoli
Il 6 luglio 2021 fa ritorno all'Ascoli, con cui sottoscrive un contratto di due stagioni.

#### L'Aquila
Il 30 ottobre 2023 approda in Abruzzo,  accordandosi con i dilettanti del L’Aquila. Mai impiegato dai rossoblù, risolve consensualmente il contratto il 5 gennaio successivo.
Nell'estate del 2024 viene ammesso al corso UEFA B che consente di essere tesserati come collaboratori negli staff di Serie A e B e di essere allenatori in seconda in Serie C oltre a poter allenare tutte le prime squadre fino alla Serie D.

### Nazionale
Il 20 ottobre 2004 viene convocato nell'Under-20 per la gara contro i pari età della Svizzera, senza scendere in campo.

## Filmografia
- 2015 - Una meravigliosa stagione fallimentare

## Statistiche

### Presenze e reti nei club
Statistiche aggiornate al 15 febbraio 2023
| Stagione               | Squadra                | Campionato             | Campionato | Campionato | Coppe nazionali | Coppe nazionali | Coppe nazionali | Coppe continentali | Coppe continentali | Coppe continentali | Altre coppe | Altre coppe | Altre coppe | Totale | Totale |
| Stagione               | Squadra                | Comp                   | Pres       | Reti       | Comp            | Pres            | Reti            | Comp               | Pres               | Reti               | Comp        | Pres        | Reti        | Pres   | Reti   |
| ---------------------- | ---------------------- | ---------------------- | ---------- | ---------- | --------------- | --------------- | --------------- | ------------------ | ------------------ | ------------------ | ----------- | ----------- | ----------- | ------ | ------ |
| 2001-2002              | Locri                  | D                      | 4          | ?          | -               | -               | -               | -                  | -                  | -                  | -           | -           | -           | 4      | ?      |
| 2002-2003              | Ascoli                 | B                      | 0          | 0          | -               | -               | -               | -                  | -                  | -                  | -           | -           | -           | 0      | 0      |
| 2003-2004              | Ascoli                 | B                      | 0          | 0          | -               | -               | -               | -                  | -                  | -                  | -           | -           | -           | 0      | 0      |
| 2004-2005              | Ascoli                 | B                      | 0          | 0          | -               | -               | -               | -                  | -                  | -                  | -           | -           | -           | 0      | 0      |
| 2005-2006              | Lanciano               | C1                     | 5          | -5         | CI+CI-C         | 1+2             | -3 + -2         | -                  | -                  | -                  | -           | -           | -           | 8      | -10    |
| 2006-2007              | Lanciano               | C1                     | 15         | -18        | CI-C            | 2               | -2              | -                  | -                  | -                  | -           | -           | -           | 17     | -20    |
| Totale Virtus Lanciano | Totale Virtus Lanciano | Totale Virtus Lanciano | 20         | -23        |                 | 5               | -7              |                    | -                  | -                  |             | -           | -           | 25     | -30    |
| 2007-2008              | Ancona                 | C1                     | 33+4       | -25 + -4   | CI-C            | 1               | -2              | -                  | -                  | -                  | -           | -           | -           | 38     | -31    |
| 2008-2009              | Ascoli                 | B                      | 28         | -28        | CI              | 1               | -1              | -                  | -                  | -                  | -           | -           | -           | 29     | -29    |
| 2009-2010              | Ascoli                 | B                      | 25         | -26        | CI              | 1               | -1              | -                  | -                  | -                  | -           | -           | -           | 26     | -27    |
| 2010-2011              | Ascoli                 | B                      | 40         | -45        | CI              | 1               | -1              | -                  | -                  | -                  | -           | -           | -           | 41     | -46    |
| 2011-2012              | Ascoli                 | B                      | 39         | -48        | CI              | 2               | -2              | -                  | -                  | -                  | -           | -           | -           | 41     | -50    |
| 2012-gen. 2013         | Ascoli                 | B                      | 22         | -30        | CI              | 2               | -5              | -                  | -                  | -                  | -           | -           | -           | 24     | -35    |
| gen.-giu. 2013         | Spezia                 | B                      | 13         | -19        | CI              | 0               | 0               | -                  | -                  | -                  | -           | -           | -           | 13     | -19    |
| 2013-2014              | Bari                   | B                      | 41+3       | -42 + -4   | CI              | 1               | -3              | -                  | -                  | -                  | -           | -           | -           | 45     | -49    |
| 2014-2015              | Bari                   | B                      | 15         | -11        | CI              | 0               | 0               | -                  | -                  | -                  | -           | -           | -           | 15     | -11    |
| 2015-2016              | Bari                   | B                      | 25         | -27        | CI              | 1               | -2              | -                  | -                  | -                  | -           | -           | -           | 26     | -29    |
| Totale Bari            | Totale Bari            | Totale Bari            | 81+3       | -80 + -4   |                 | 2               | -5              |                    | -                  | -                  |             | -           | -           | 86     | -89    |
| 2016-2017              | Foggia                 | LP                     | 34         | -22        | CI+CI-LP        | 2+1             | -3 + -1         | -                  | -                  | -                  | SLP         | 2           | -3          | 39     | -29    |
| 2017-2018              | Foggia                 | B                      | 31         | -51        | CI              | 2               | -4              | -                  | -                  | -                  | -           | -           | -           | 33     | 55     |
| Totale Foggia          | Totale Foggia          | Totale Foggia          | 65         | -73        |                 | 5               | -8              |                    | -                  | -                  |             | 2           | -3          | 72     | -84    |
| nov. 2018-2019         | Monza                  | C                      | 27+4       | -23 + -7   | CI+CI-C         | 0               | 0               | -                  | -                  | -                  | -           | -           | -           | 31     | -30    |
| 2019-2020              | Reggina                | C                      | 29         | -19        | CI+CI-C         | 0               | 0               | -                  | -                  | -                  | -           | -           | -           | 29     | -19    |
| 2020-2021              | Reggina                | B                      | 8          | -9         | CI              | 1               | 0               | -                  | -                  | -                  | -           | -           | -           | 9      | -9     |
| Totale Reggina         | Totale Reggina         | Totale Reggina         | 37         | -28        |                 | 1               | 0               |                    | -                  | -                  |             | -           | -           | 38     | -28    |
| 2021-2022              | Ascoli                 | B                      | 2          | -2         | CI              | 0               | 0               | -                  | -                  | -                  | -           | -           | -           | 2      | -2     |
| 2022-2023              | Ascoli                 | B                      | 12         | -14        | CI              | 1               | -2              | -                  | -                  | -                  | -           | -           | -           | 13     | -16    |
| Totale Ascoli          | Totale Ascoli          | Totale Ascoli          | 168        | -193       |                 | 8               | -12             |                    | -                  | -                  |             | -           | -           | 176    | -205   |
| Totale carriera        | Totale carriera        | Totale carriera        | 455        | -461 + -15 |                 | 22              | -34             |                    | -                  | -                  |             | 2           | -3          | 479    | -510   |

## Palmarès
- Lega Pro: 1

Foggia: 2016-2017
- Supercoppa di Lega Pro: 1

Foggia: 2017
- Serie C: 1

Reggina: 2019-2020 (girone C)